# Carrelladora
Carrelladora és una varietat local i antiga d'olivera de la qual se n’han localitzat només dos exemplars; un a Fígols de Tremp, Tremp, i l’altra a la Conca de Dalt, Claverol –ambdues localitats al Pallars Jussà. El Pallars Jussà és una comarca prepirinenca que es troba al límit de conreu d'aquesta espècie d'arbre, tot i que té l'oli hi té una tradició encara viva.

## Característiques agronòmiques
La varietat carrelladora d’olivera es classifica com a semi erecte i vigorosa, de maduració primerenca, amb un alt rendiment d’oli i aquest amb una gran quantitat de polifenols tot i que el resultat final en boca és equilibrat i podria ser molt ben acceptat en mercats d’alta gamma. 